# 김형준 (1999년)
김형준(金亨俊, 1999년 11월 2일~)은 대한민국의 야구 선수로 현재 KBO 리그 팀인 NC 다이노스의 포수로 활동하고 있다.

## 초기 선수 경력
2018년에 KBO 리그 팀인 NC 다이노스에 입단하였다. 같은 해 6월 28일 두산전에 출전하며 데뷔 첫 경기를 치렀고, 경기에서 4타수 1안타를 기록했다. 시즌 60경기에 출장해 1할대 타율을 기록했다.
2019년에는 시즌 55경기에 출장해 2할대 타율을 기록했다.
2020년에는 44경기에 출장해 3할대 타율, 22안타, 11타점을 기록했다. 한국시리즈 당시에는 엔트리에 포함됐으나 출전하지 못했다.

## 상무 복무와 복귀
2021년 군 복무를 위해 국군체육부대에 입대하면서 상무 야구단 입단하였다. 이후 전역하면서 2022년에 NC 다이노스로 복귀하였다.

## 2023년 시즌
전반기에는 주로 퓨처스리그에서 재활과 경기 감각을 익혔다. 5월에 발목인대 부상을 당하면서 7월 초까지 재활을 이어갔다.
8월 23일 처음으로 1군에 등록됐다. 8월 24일 SSG 랜더스와의 경기에서 맥카티를 상대로 5회초 1점 홈런을 8회초에도 1점 홈런을 기록하면서 연타석 홈런을 기록했다. 9월 1일 삼성 라이온즈와의 경기에서도 2회초 최채흥을 상대로 1점 홈런, 8회초 김시현을 상대로 1점 홈런을 기록했다. 9월 21일 키움 히어로즈와의 경기에서 8회초 김성진을 상대로 1점 홈런을 기록했다. 10월 15일 삼성 라이온즈와의 경기에서 2회말 원태인을 상대로 2점 홈런을 기록했다.
26경기 출장해 72타수 17안타(6홈런) 13타점 10득점 타율 0.236 장타율 0.514 출루율 0.321을 기록했다. 후반기에 1군에 합류해 주전 포수로 활약하면서 공수에서 좋은 활약을 했다.

#### 와일드카드 결정전
두산 베어스와의 경기에서 5타수 2안타(2홈런) 2득점 4타점을 기록했다. 4-3으로 앞선 4회말 곽빈을 상대로 1점홈런을 기록했다. 11-6으로 앞선 8회말 2사 1,2루 상황에서 홍건희를 상대로 3점 홈런을 기록했다.
- 기록

| 타율  | 경기 | 타수 | 득점 | 안타 | 2루타 | 3루타 | 홈런 | 루타 | 타점 | 도루 | 도실 | 볼넷 | 사구 | 삼진 | 병살 | 장타율 | 출루율 | 실책 |
| ----- | ---- | ---- | ---- | ---- | ----- | ----- | ---- | ---- | ---- | ---- | ---- | ---- | ---- | ---- | ---- | ------ | ------ | ---- |
| 0.400 | 1    | 4    | 2    | 2    | 0     | 0     | 2    | 8    | 4    | 0    | 0    | 0    | 0    | 1    | 0    | 1.600  | 0.400  | 0    |

#### 준플레이오프
SSG 랜더스와의 경기에서 9타수 1안타를 기록했다. 2차전에 8회초 4-3으로 앞선 상황에서 문승원을 상대로 솔로홈런을 기록했다.
- 기록

| 타율  | 경기 | 타수 | 득점 | 안타 | 2루타 | 3루타 | 홈런 | 루타 | 타점 | 도루 | 도실 | 볼넷 | 사구 | 삼진 | 병살 | 장타율 | 출루율 | 실책 |
| ----- | ---- | ---- | ---- | ---- | ----- | ----- | ---- | ---- | ---- | ---- | ---- | ---- | ---- | ---- | ---- | ------ | ------ | ---- |
| 0.111 | 3    | 9    | 2    | 1    | 0     | 0     | 1    | 4    | 1    | 0    | 0    | 3    | 1    | 3    | 1    | 0.444  | 0.385  | 0    |

#### 플레이오프
kt 위즈와의 경기에서 15타수 1안타, 3득점을 기록했다.
- 기록

| 타율  | 경기 | 타수 | 득점 | 안타 | 2루타 | 3루타 | 홈런 | 루타 | 타점 | 도루 | 도실 | 볼넷 | 사구 | 삼진 | 병살 | 장타율 | 출루율 | 실책 |
| ----- | ---- | ---- | ---- | ---- | ----- | ----- | ---- | ---- | ---- | ---- | ---- | ---- | ---- | ---- | ---- | ------ | ------ | ---- |
| 0.067 | 5    | 15   | 3    | 1    | 1     | 0     | 0    | 2    | 0    | 0    | 0    | 1    | 0    | 5    | 1    | 0.133  | 0.125  | 1    |

### 2024년 시즌
3월 26일 키움 히어로즈와의 경기에서 시즌 첫 안타를 2점 홈런으로 기록했다. 전반기 69경기 출장해 46안타(12홈런) 34타점 26득점 타율 0.208을 기록했다.
8월 21일 한화 이글스와의 경기에서 5회초 1점 홈런, 6회초 3점 홈런, 8회초 1점 홈런으로 3연타석 홈런을 기록했다. 후반기 50경기 출장해 23안타(5홈런) 16타점 13득점 타율 0.173을 기록했다.
2024년 시즌 119경기 출장해 69안타(17홈런) 50타점 39득점 타율 0.195 장타율 0.373 출루율 0.285를 기록했다. NC 다이노스 포수 중 가장 많은 경기를 뛰었으나, 타격 정확도에서 아쉬운 모습을 보여줬다.

## 국가대표팀 경력

### 2022년 아시안 게임
김주원, 김영규와 함께 발탁됐다. 공격에서는 크게 기여하지 못했지만, 안정적인 수비와 리드로 아시안 게임 대표팀이 금메달을 따는데 기여했다.
5경기 출장해 18타수 3안타 3득점 타율 0.167 장타율 0.167 출루율 0.211을 기록했다.

### 2023년 아시아 프로야구 챔피언십
김주원, 김영규, 신민혁과 함께 발탁됐다.
4경기 출장해 14타수 2안타 1타점 1득점 타율 0.143 장타율 0.214 출루율 0.200을 기록했다.

### 2024 WBSC 프리미어12
김주원, 김휘집과 함께 발탁됐다.
박동원의 백업 포수로 참가했다. 3경기 출장해 4타수 무안타를 기록했다.
- 기록

| 타율  | 경기 | 타수 | 득점 | 안타 | 2루타 | 3루타 | 홈런 | 루타 | 타점 | 도루 | 도실 | 볼넷 | 사구 | 삼진 | 병살 | 장타율 | 출루율 | 실책 |
| ----- | ---- | ---- | ---- | ---- | ----- | ----- | ---- | ---- | ---- | ---- | ---- | ---- | ---- | ---- | ---- | ------ | ------ | ---- |
| 0.000 | 3    | 4    | 0    | 0    | 0     | 0     | 0    | 0    | 0    | 0    | 0    | 0    | 0    | 0    | 0    | 0.000  | 0.000  | 0    |

## 등번호
- '12' (2018년)
- '22' (2019년~2020년)
- '47' (2023년)
- '25' (2024년~)

## 출신 학교
- 서울가동초등학교
- 세광중학교
- 세광고등학교

## 통산 기록
| 연도 | 팀명  | 타율  | 경기 | 타수 | 득점 | 안타 | 2루타 | 3루타 | 홈런 | 루타 | 타점 | 도루 | 도실 | 볼넷 | 사구 | 삼진 | 병살 | 실책 |
| ---- | ----- | ----- | ---- | ---- | ---- | ---- | ----- | ----- | ---- | ---- | ---- | ---- | ---- | ---- | ---- | ---- | ---- | ---- |
| 2018 | NC    | 0.160 | 60   | 81   | 6    | 13   | 1     | 0     | 0    | 14   | 2    | 0    | 0    | 7    | 1    | 32   | 3    | 5    |
| 2019 | NC    | 0.224 | 55   | 107  | 13   | 24   | 5     | 0     | 2    | 35   | 9    | 0    | 0    | 8    | 0    | 24   | 1    | 1    |
| 2020 | NC    | 0.306 | 44   | 72   | 12   | 22   | 1     | 0     | 3    | 32   | 11   | 0    | 0    | 10   | 0    | 21   | 1    | 1    |
| 2023 | NC    | 0 236 | 26   | 72   | 10   | 17   | 2     | 0     | 6    | 37   | 13   | 0    | 0    | 8    | 1    | 24   | 3    | 2    |
| 2024 | NC    | 0.195 | 119  | 354  | 39   | 69   | 12    | 0     | 17   | 132  | 50   | 0    | 0    | 45   | 2    | 144  | 6    | 12   |
| 통산 | 5시즌 | 0.221 | 304  | 686  | 80   | 145  | 21    | 0     | 28   | 250  | 85   | 0    | 0    | 78   | 4    | 245  | 14   | 21   |